# Sindicato Malone
Sindicato Malone va ser un grup pop espanyol de l'època de la moguda madrilenya. Va sorgir inicialment com un projecte d'Alberto Haro, del grup Glutamato Ye-Yé, juntament amb els quals van formar part de les «hornadas irritantes». Va destacar per la frescor i la ironia que feien gala en les lletres de les seves cançons. El grup estava format bàsicament per Luis Jovellar (cantant), Fernando Caballero i Alberto Haro Ibars. Amb el EP "Sólo por robar" (1982) aconsegueixen entrar als 40 Principales. Després van editar un single, un altre extended playi el LP Antes morir que perder la vida, amb una cara mística i una altra lúdica, abans de desaparèixer.

## Discografia
- Sólo por robar (Goldstein Gold, 1982): EP amb tres temes.
- El millonario (Goldstein Gold, 1983): single.
- Piña colada (DRO, 1985): maxi-single amb tres temes.
- Antes morir que perder la vida (DRO, 1986): LP, 12 cortes.